# Gare de Nevers
Gare de Nevers vasútállomás Franciaországban, Nevers településen.

## Vasútvonalak
Az állomást az alábbi vasútvonalak érintik:
- Moret–Lyon-vasútvonal
- Nevers-Chagny-vasútvonal
- Clamecy-Never-vasútvonal

## Kapcsolódó állomások
A vasútállomáshoz az alábbi állomások vannak a legközelebb:
- Gare de Saincaize (Lyon-Perrache pályaudvar, Moret–Lyon-vasútvonal)
- Gare de Nevers-les-Perrières (Gare de Chagny, Nevers-Chagny-vasútvonal)
- Gare de Vauzelles (Gare de Moret - Veneux-les-Sablons, Moret–Lyon-vasútvonal)
- Gare de La Guerche-sur-l'Aubois